# Embraer Phenom 300
O Phenom 300 é uma aeronave de pequeno porte e alta performance, com motorização turbofan e capacidade para transportar entre sete a dez  passageiros, desenvolvido e fabricado pela empresa brasileira Embraer.

## Desenvolvimento
Em maio de 2005 a Embraer anuncia o projeto do Phenom 300, com o design de seu interior feito pela BMW Designworks.  com o primeiro voo realizado em abril de 2008. 
A depender da configuração interna, pode transportar de sete a onze pessoas, incluindo o piloto. Seu alcance é de 3.650 km.

## Acidentes
Em 31 de julho de 2015 um acidente com um Phenom 300 em Hampshire, na Inglaterra, matou o piloto e três integrantes da família de Osama bin Laden.